# شاهین عمرانوف
شاهین عمرانوف (ترکی آذربایجانی: Şahin İmranov؛ زادهٔ ۲۳ سپتامبر ۱۹۸۰) بوکسور اهل جمهوری آذربایجان است.